# Fort Paté

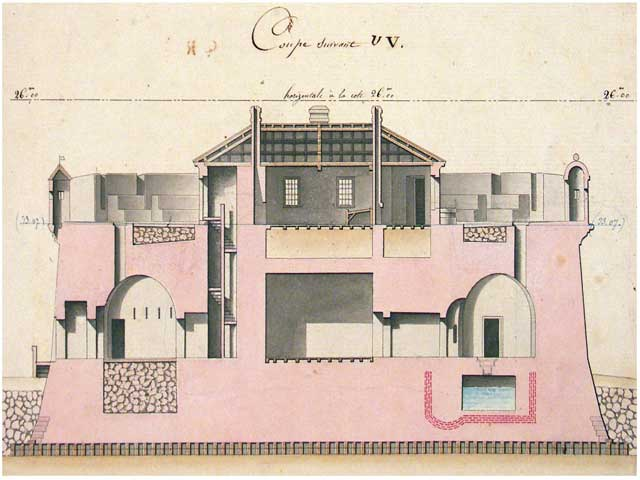
Tekening van het fort.

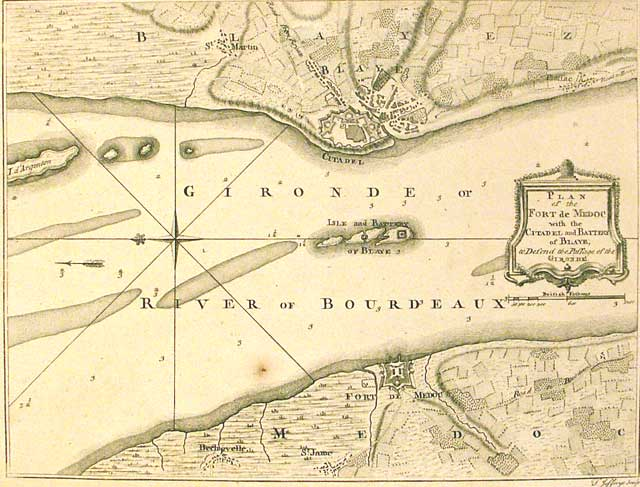
Kaart met de drie forten langs de oever en in de Gironde, in het noorden de Citadel van Blaye en in het zuiden Fort Médoc.

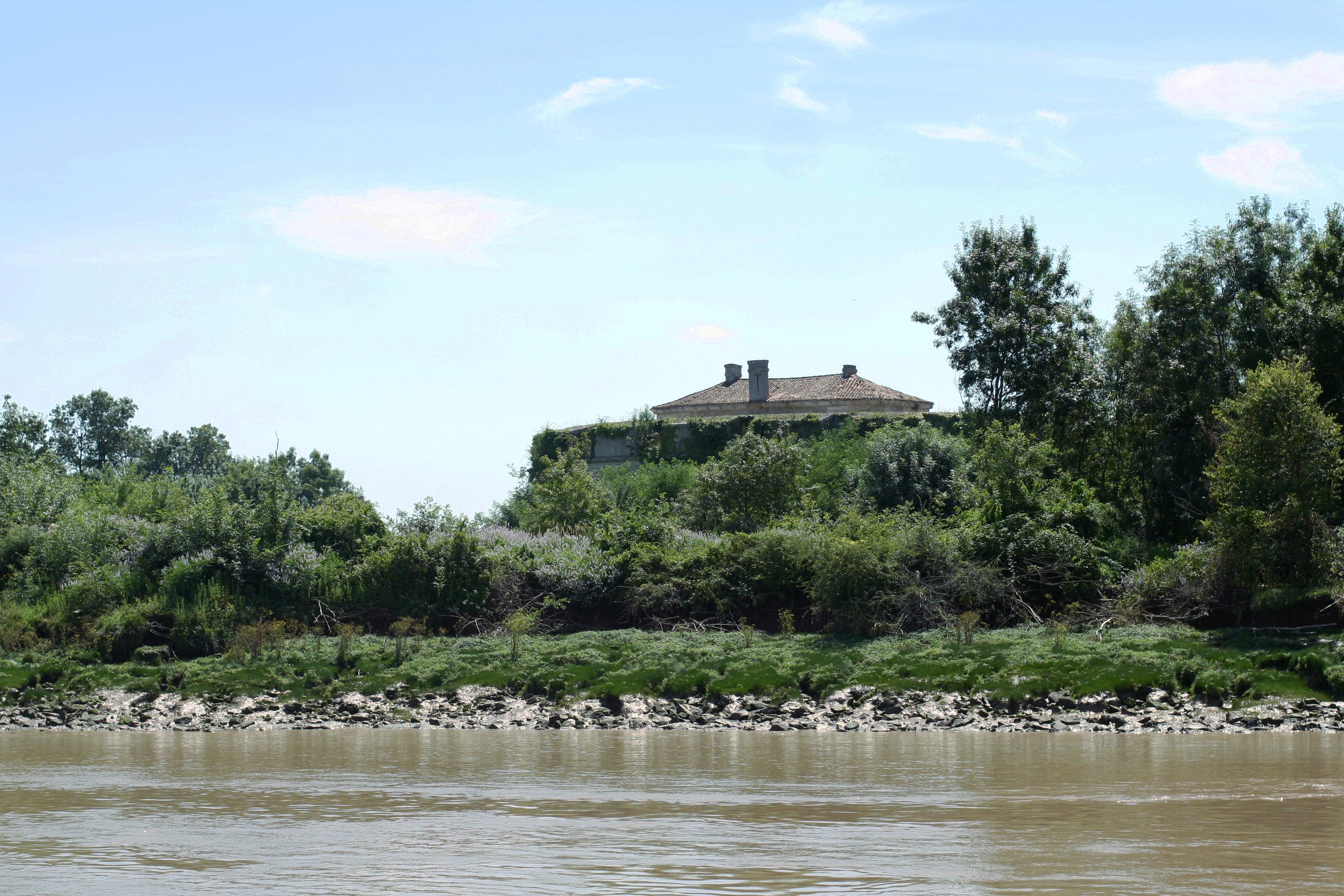
Zicht op het fort vanaf het water.

Het Fort Paté is een militair gebouw dat ligt op een eiland in de Gironde. Het eiland maakt deel uit van de gemeente Blaye. Met Fort Médoc en de Citadel van Blaye op de oevers van de Gironde beschermden de forten de stad Bordeaux tegen vijandelijke aanvallen vanuit zee.

## Beschrijving
In 1689 werden de eerste plannen gemaakt voor een verdedigingswerk op een zandbank in de rivier. Ambitieuze plannen voor een uitgebreid werk werden verhinderd door de slappe bodem. In december 1690 gaf koning Lodewijk XIV opdracht voor de bouw van het fort. De zandbank vormde een onstabiele ondergrond en op advies van bouwmeester Vauban werd een dubbele houten omheining rondom het fort geplaatst om een goede fundering van het fort te verzekeren. De bouw werd voltooid in 1693. Door de zachte ondergrond en stromingen die de vorm en omvang van de zandbank voortdurend deed veranderen, bleef het onderhoud veel aandacht vergen. 
Het gebouw is compact van vorm en simpel uitgevoerd. Het hoofdgebouw is niet rond, maar ovaal. Het is gemaakt van een combinatie van hard- en baksteen en is zo’n 12 meter hoog. De 32 schietgaten bevinden zich in de kamers op de begane grond met in het midden het kruitmagazijn. Een wenteltrap geeft toegang tot de eerste verdieping. Op het dak staat een wachthuis, ingesloten tussen de keuken en twee kleinere kamers, het geheel omgeven door kantelen met schietgaten. Het regenwater werd deels opgevangen in een bassin onder in de kelder van het fort en het overschot werd met waterspuwers langs de buitenkant van het fort afgevoerd. 
Fort Paté was het centrale element, gelegen tussen de citadel van Blaye en Fort Médoc. De drie verdedigingswerken bestreken samen de hele rivier en verhinderden zo de doorgang van vijandelijke schepen. In het jaar 1759 bestond de bewapening van Fort Paté uit 8 kanonnen van 36 pond, 10 stuks van 24 pond en 2 stuks van 12 pond. De zwaarste kanonnen stonden rondom aan de voet van het fort. De kanonnen stonden iets hoger dan de directe omgeving achter een wal met schietgaten. Deze schoten vooral op de romp van de schepen om ze tot zinken te brengen. De lichtere kanonnen stonden op het fort, ze schoten kettingkogels gericht op de zeilen en ander tuigage. De kettingkogels bestonden uit twee halve ballen daartussen een ketting om maximale schade te veroorzaken. 
Het bouwwerk is sinds 2013 een Frans monument, een monument historique, en staat sinds 2008 samen met andere vestingwerken van Vauban op de werelderfgoedlijst van UNESCO.